# Christiaan Berger
Christiaan Berger (né le 27 avril 1911 à Amsterdam - mort le 12 septembre 1965 à Amsterdam) est un ancien athlète néerlandais spécialiste du sprint.

## Palmarès

### Championnats d'Europe d'athlétisme
- Championnats d'Europe d'athlétisme 1934 à Turin, Italie
  -  Médaille d'or sur 100 m
  -  Médaille d'or sur 200 m
  -  Médaille de bronze du relais 4 × 100 m